# جون نيسكينس
جون نيسكينس (بالإنجليزية: John Neeskens) (17 نوفمبر 1993 ببرشلونة في إسبانيا - ) هو لاعب كرة قدم أمريكي في مركز الدفاع. لعب مع كولورادو رابيدز ونادي بادالونا ولوس انجلوس غالاكسي 2 وNew York Cosmos B ‏ ونادي سان أندرو.

## روابط خارجية
- جون نيسكينس على موقع الدوري الأمريكي (الإنجليزية)
- جون نيسكينس على موقع قاعدة بيانات كرة القدم.إي يو (الإنجليزية)
- جون نيسكينس على موقع Soccerway.com (الإنجليزية)